# Gilbert Maire
Pour les articles homonymes, voir Maire (homonymie).
Gilbert Maire, né le 27 décembre 1887 à Clermont dans le Puy-de-Dôme, mort le 12 février 1958 à Paris 7e, est un philosophe, journaliste et nationaliste français.

## Biographie
Fils d'Albert Maire, un bibliothécaire spécialiste de Blaise Pascal qui avait connu Henri Bergson à Clermont-Ferrand, Gibert Maire rencontre Henri Bergson en 1904. Maire est alors un étudiant de 16 ans, avide de conseils. Il devient un des plus fervents disciples de Bergson auquel il consacrera plusieurs études. Maire est révolté par la politique combiste de séparation qu'il juge agressive. Étudiant de Frédéric Rauh (qu'il n'apprécie guère) et du sociologue Émile Durkheim (dont il juge les théories séduisantes mais trompeuses), il vient aux théories de Charles Maurras par la lecture de Pierre Lasserre. Mais de Maurras il retient les idées politiques plutôt que les idées philosophiques (positivisme, traditionalisme). Embarrassé par l'antisémitisme de Maurras, difficilement conciliable avec l'amitié pour Bergson, il interroge Bergson sur l'affaire Dreyfus. Bergson lui répond qu'il ne fut ni dreyfusard ni anti-dreyfusard et que la question juive qui reste posée est celle de la naturalisation (c'est-à-dire de l'assimilation à la France). Proche des maurrassiens hétérodoxes (Georges Valois, Firmin Bacconnier, Jean Rivain) il contribua aux cahiers du Cercle Proudhon. Il fut l'un des collaborateurs de la Revue critique des idées et des livres fondée en 1908 par Jean Rivain et Eugène Marsan.
Ses publications indiquent son implication dans le régime de Vichy.

## Principales œuvres
- Henri Bergson: son œuvre, Paris, Éditions de la Nouvelle revue critique, 1927.
- (avec Henri Bergson, Gaston Riou, Henri Massis, Guy Félix Fontenaille, Henri Clouard, Paul Vulliaud, André Thérive), Aux marches de la civilisation occidentale, Paris, Baudinière, 1929.
- William James et le Pragmatisme religieux, Paris, Denoël et Steel, 1933.
- Raspoutine, Paris, Éditions Excelsior, 1934
- Bergson mon maître, Paris, Bernard Grasset, 1935.
- Une démence collective. La Démocratie belliqueuse, Paris, A. Michel, 1942.
- Les Partis, Vichy, Cahiers de formation politique, 1943.
- L'Homme et la femme, l'instinct sexuel et l'amour, Paris, Éditions du Vieux Colombier, 1952.
- Une Régression mentale, d'Henri Bergson à Jean-Paul Sartre, préf. René Gillouin, Paris, Bernard Grasset, 1959 (Lire le début en ligne sur Gallica).
- Les Instants privilégiés, préf. Jean Guitton, Éditions Montaigne, 447 p.